# محمد زيارة
محمد محمد سليم زيارة (وُلد في 26 يونيو 1956 في حي الرمال، غزة) مهندس مدني فلسطيني، شغل منصب وزير الأشغال العامة والإسكان الفلسطيني ضمن حكومة محمد اشتية منذ 13 أبريل 2019 وحتى 31 مارس 2024. حاصل على درجة الدكتوراه في الهندسة المدنيّة.

## النشأة والتحصيل العلمي
وُلد محمد محمد سليم زيارة في حي الرمال بمدينة غزة في 1 يناير 1956. التحق بجامعة الإسكندرية عام 1975 وحصل منها على درجة البكالوريوس في الهندسة المدنية عام 1980، وحصل على درجة الماجستير في الهندسة المدنية من معهد جورجيا التكنولوجي عام 1982 ولاحقًا حصل على درجة الدكتوراه من جامعة هيريوت وات عام 1993.

## أحداث
- في 25 نوفمبر 2019، ذكرت وكالة الأنباء الفلسطينية أن الأجهزة الأمنية في قطاع غزة احتجزت محمد زيارة في حاجز بيت حانون وصادروا هاتفه النقال، وذلك خلال عودته إلى غزة قادمًا من رام الله.[3]